# Lotus Evora
La Lotus Evora è una vettura di tipo Gran Turismo con configurazione 2+2 posti costruita artigianalmente dalla casa automobilistica inglese Lotus dal 2009 al 2021.

## Caratteristiche tecniche

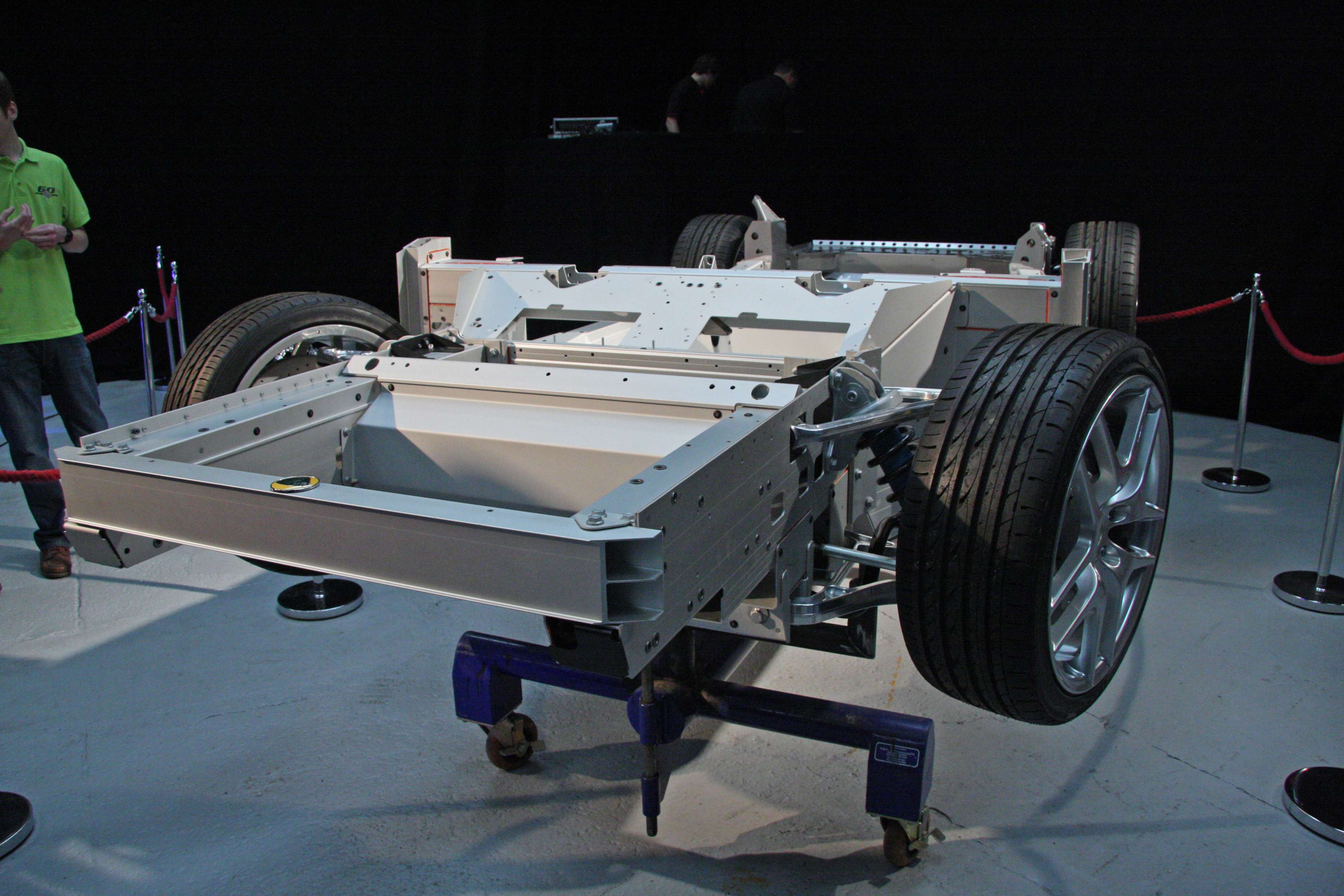
Dettaglio dello chassis di una Evora

L'auto ha un telaio costituito da estrusioni di alluminio incollate che offre, a detta della casa, una rigidità torsionale doppia rispetto alla Lotus Elise. A differenza di altre vetture prodotte dalla Lotus il suo telaio è modulare ed è composto da una sezione centrale che ospita i passeggeri, un modulo anteriore, sacrificabile in caso di urti, dove è posizionato l'avantreno, ed una sezione posteriore che ospita il motore. I pannelli della carrozzeria sono invece realizzati con materiale composito ultra leggero.
Il propulsore V6 di 3,5 litri di origine Lexus-Toyota è in grado di erogare 280 CV a 6.400 giri/minuto ed una coppia massima di 342 Nm (350 a partire dal 2011) a 4700 giri/minuto nella versione standard e 350 CV a 7.000 giri/minuto con una coppia massima di 400 Nm nella versione "S" dotata di compressore volumetrico (prodotta dal novembre 2010).
Il cambio di serie è un manuale a 6 rapporti, in opzione ne è disponibile una versione con rapporti ravvicinati per la terza, quarta, quinta e sesta marcia al fine di aumentare le caratteristiche di accelerazione e ripresa. Dal 2011 è disponibile una trasmissione automatica denominata IPS che permette la variazione dei rapporti anche tramite comandi al volante. Il cambio IPS (Intelligent Precision Shift) è controllato da un software messo a punto direttamente dalla Lotus che, oltre a rendere il passaggi di marcia molto veloci, si avvale di uno speciale algoritmo che apprende lo stile di guida del pilota e di conseguenza ne adatta il funzionamento nella modalità automatica per agevolare la guida più sportiva.
Il reparto frenante vanta dischi da 350 mm all'anteriore e di 332 mm al posteriore.
L'Evora è inoltre dotata di dispositivi di sicurezza quali l'ESP, curato dalla Bosch, il Lotus Traction Control e l'EDL un differenziale a ripartizione elettronica.

## Interni

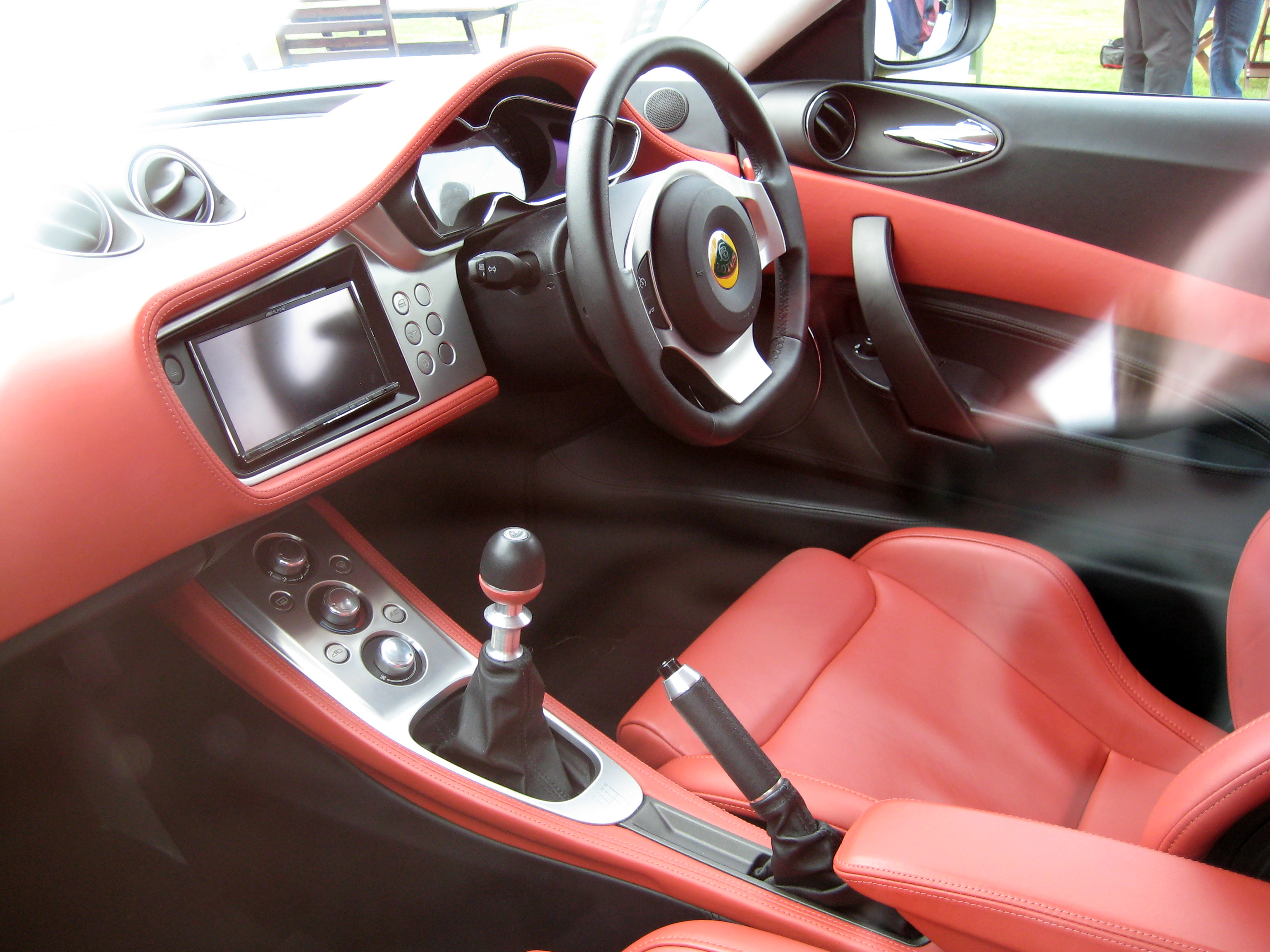
Interni della Evora

Gli interni sono molto curati, a differenza della più essenziale Elise. I designer degli interni hanno dedicato un'attenzione molto particolare alla qualità dei materiali: ad eccezione del padiglione superiore, tutte le componenti del cruscotto, dei pannelli e delle portiere sono rivestite in vera pelle.
Per accentuare le caratteristiche di GT sportiva tutti i comandi interni quali pulsanti, manopole dei comandi e modanature di cruscotto e console, sono stati realizzati da blocchi di alluminio spazzolato.
La selleria, realizzata in pelle, si avvale della collaborazione della Recaro.
L'impianto audio, realizzato dall'Alpine, dispone di un touch screen da 7 pollici completo di navigatore satellitare che incorpora anche un'interfaccia telefonica Bluetooth per le chiamate in vivavoce ed un lettore di DVD Video. Dal modello 2012 l'apparato audio è stato aggiornato con un impianto di derivazione Pioneer per la parte riguardante l'unità di navigazione .

## Prestazioni

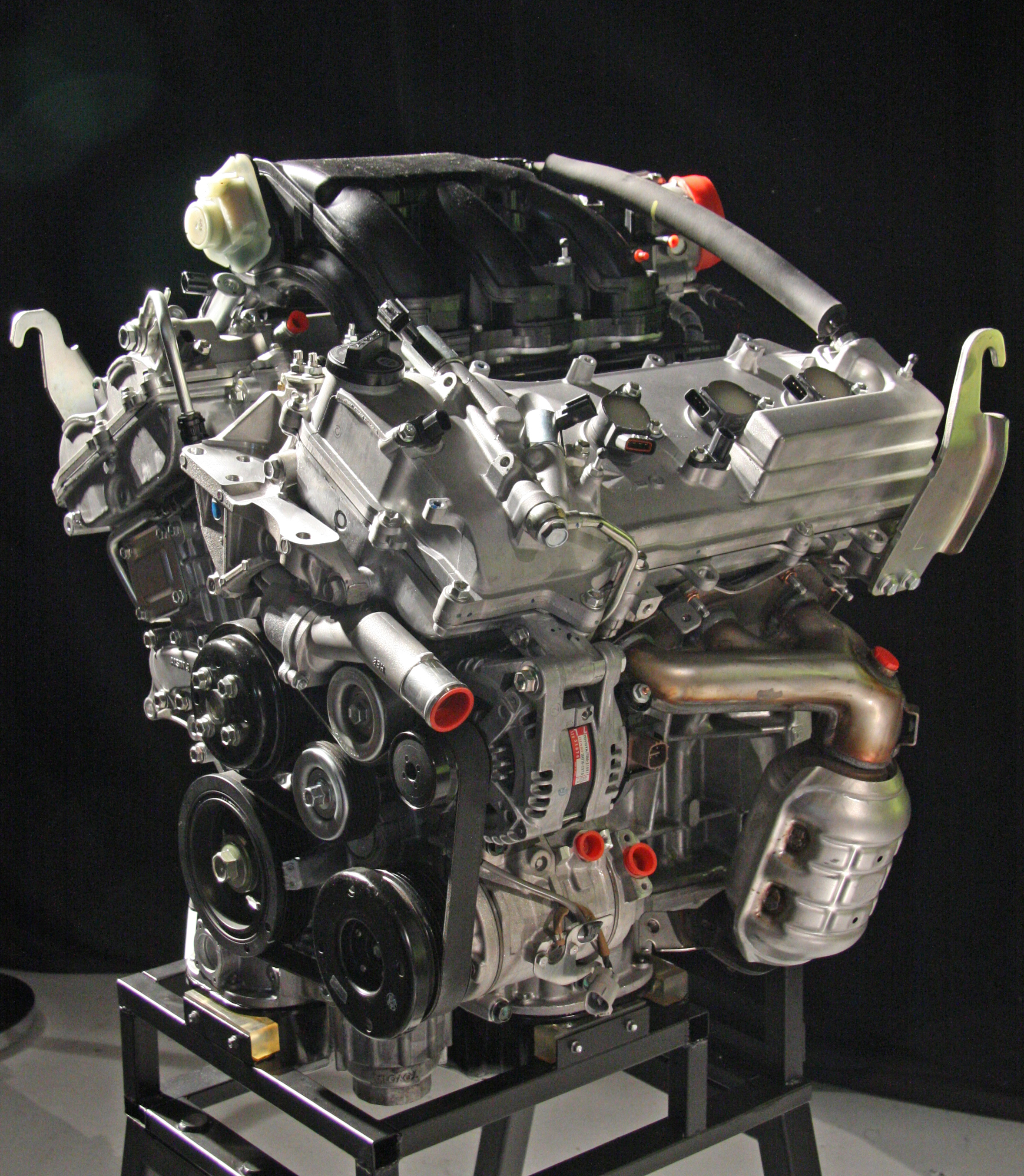
Motore di una Evora

L'Evora standard con 280 CV, grazie ad un invidiabile rapporto peso-potenza, raggiunge i 260 km/h (261 dal 2011) e ferma il cronometro a 4,9 secondi nello scatto 0–100 km/h (5,1 dal 2011) mentre la versione sovralimentata raggiunge i 277 km/h e scatta da 0 a 100 km/h in 4,8 secondi.
Nel 2015 viene presentata la Evora 400, che vanta una potenza di 405 Cv, una coppia massima di 410 Nm e una velocità massima di 300 km/h. Lo 0-100 km/h viene raggiunto in 4,2 secondi.
Nel 2016 viene presentata la Evora Sport 410, che vanta una potenza di 416 Cv, una coppia di 420 Nm e una velocità massima di 305 km/h.  Lo 0-100 km/h viene raggiunto in 4,2 secondi.
Entrambe le versioni sopraccitate vennero presentati al Salone di Ginevra dei rispettivi anni.
Nel 2017 viene presentata la Evora GT 430, che vanta una potenza di 430 Cv, una coppia di 440 Nm e una velocità massima di 305 km/h. Lo 0-100 Km/h viene raggiunto in 3,8 secondi.

## Motorizzazioni
| Modello         | Disponibilità    | Motore  | Cilindrata (cm³) | Potenza         | Coppia Massima (Nm) | Emissioni CO2 (g/Km) | 0–100 km/h (secondi) | Velocità max (Km/h) | Consumo medio (Km/l) |
| --------------- | ---------------- | ------- | ---------------- | --------------- | ------------------- | -------------------- | -------------------- | ------------------- | -------------------- |
| 3.5 V6          | dal 2009 al 2011 | Benzina | 3456             | 206 Kw (280 Cv) | 342                 | 199                  | 4.9                  | 260                 | 11.8                 |
| 3.5 V6          | dal 2011 al 2014 | Benzina | 3456             | 206 Kw (280 Cv) | 350                 | 217                  | 5.1                  | 261                 | 10.8                 |
| 3.5 V6 S        | dal 2010 al 2011 | Benzina | 3456             | 258 Kw (350 Cv) | 400                 | 215                  | 4.8                  | 277                 | 11.0                 |
| 3.5 V6 S        | dal 2011 al 2015 | Benzina | 3456             | 258 Kw (350 Cv) | 400                 | 229                  | 4.8                  | 277                 | 10.1                 |
| Evora 400       | dal 2015 al 2020 | Benzina | 3456             | 298 Kw (405 Cv) | 410                 | 225                  | 4.2                  | 300                 | 10.3                 |
| Evora Sport 410 | dal 2017 al 2021 | Benzina | 3456             | 306 Kw (416 Cv) | 420                 | 225                  | 4.2                  | 305                 | 10.3                 |
| Evora GT 430    | dal 2017 al 2021 | Benzina | 3456             | 316 Kw (430 Cv) | 440                 | 234                  | 3.8                  | 305                 | 10.3                 |

## Versioni Speciali
Una versione speciale della Lotus Evora denominata Evora GP F1 è stata prodotta nel settembre 2011 sulla base della versione S con 350 CV. Questo modello è stato prodotto in soli 7 esemplari numerati per celebrare il ritorno in Formula 1 della Lotus nel campionato 2011. La colorazione, come nella versione da corsa, riprende lo schema con la classica livrea nero e oro che portò alla vittoria il Team Lotus negli anni 70-80. La dotazione di questa versione è completa e comprende praticamente l'intera lista degli accessori disponibili sui modelli di serie.

## La Lotus Evora e l'Arma dei Carabinieri

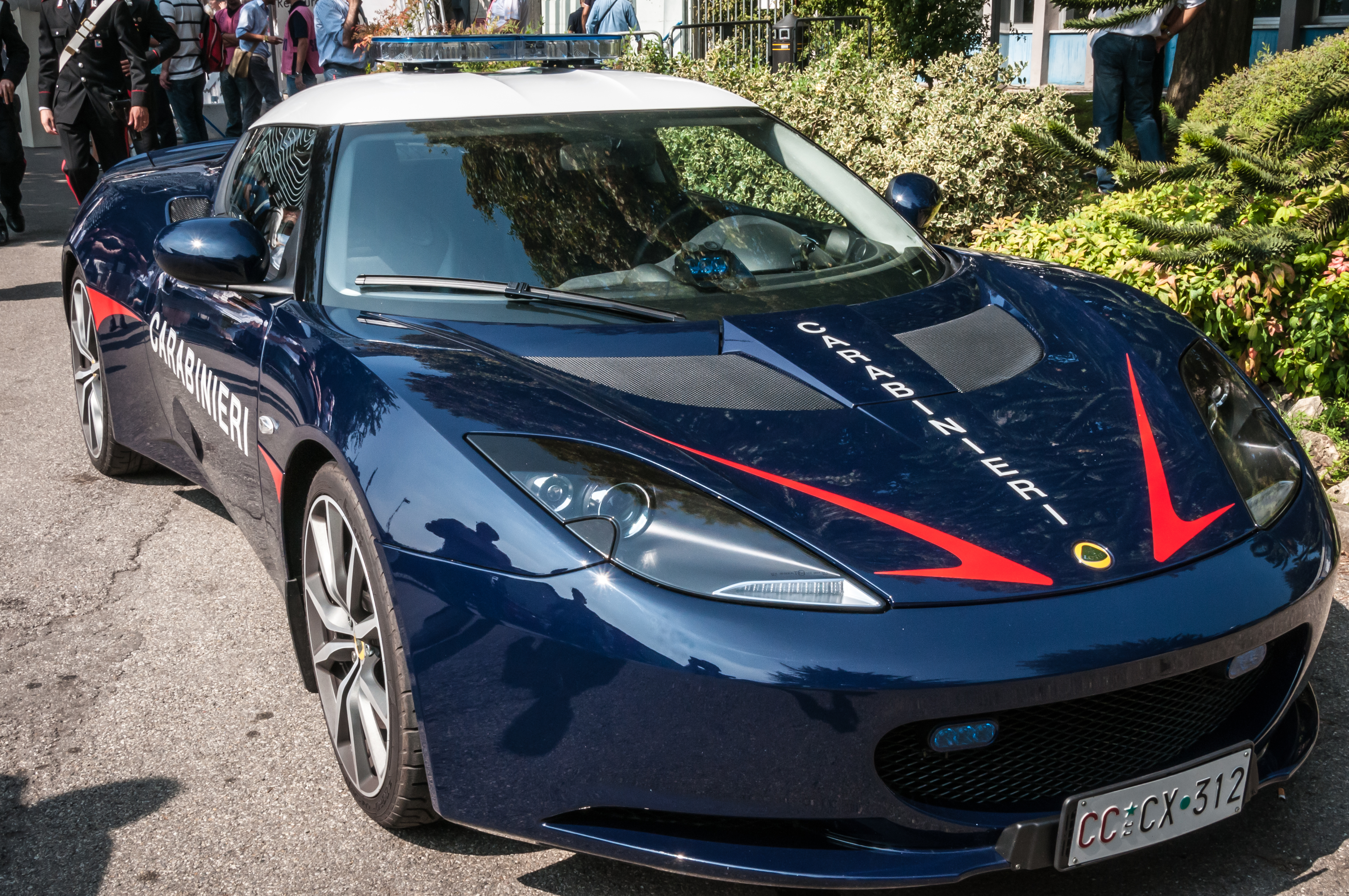
La speciale Lotus Evora S in dotazione all'Arma dei Carabinieri.

A luglio 2011, la Lotus Cars ha donato all'Arma dei Carabinieri due versioni speciali della Lotus Evora S, caratterizzate dalla livrea dell'Arma (carrozzeria blu, strisce rosse lungo il cofano e la scritta "Carabinieri" bianca lungo le portiere) ed equipaggiata con avanzati sistemi di segnalazione di emergenza.
Queste versioni speciali della Lotus Evora sono utilizzate per svolgere in tempi rapidissimi compiti particolarmente urgenti, come ad esempio il trasporto di organi o sangue. Sono dotate inoltre di defibrillatore e di speciali unità portatili di raffreddamento per il trasporto di organi e sangue.
A guidarle sono solo alcuni militari che hanno partecipato a specifici corsi di addestramento offerti da Lotus, la quale si incarica inoltre di tutti i costi di gestione e manutenzione delle vetture.
Le auto sono distinte con numero di targa "CC-CX313" e "CC-CX312".
È il secondo caso di auto sportive donate da case automobilistiche alle forze dell'ordine italiane: il primo caso era stato la Lamborghini Gallardo.

## Lotus Evora Naomi Campbell Edition
Nel 2010 la Top Model britannica Naomi Campbell firmò insieme al designer della Lotus Donato Coco una serie speciale della Lotus Evora con interni altamente rifiniti e una livrea con colori bianco perlato e oro. Ogni particolare interno fu altamente personalizzato secondo i gusti della Campbell con rifiniture in pelle bianca e modanature placcate oro. Furono costruite in tutto 8 vetture in serie limitata e numerata e vendute in un'asta di beneficenza tra il 19 e il 28 febbraio 2010 durante il London Fashion Week.
La prima unità venne venduta subito per 500.000 dollari, la seconda e la terza furono vendute alla cifra di $ 647,000, altre 4 a circa 300.000 dollari ciascuna e il ricavato devoluto in beneficenza a favore della popolazione di Haiti colpita dal cataclisma dello tsunami il 12 gennaio 2010. L'ultima delle 8 vetture, invenduta, rimase nella disponibilità della stessa Lotus.

## Competizioni

### GTE

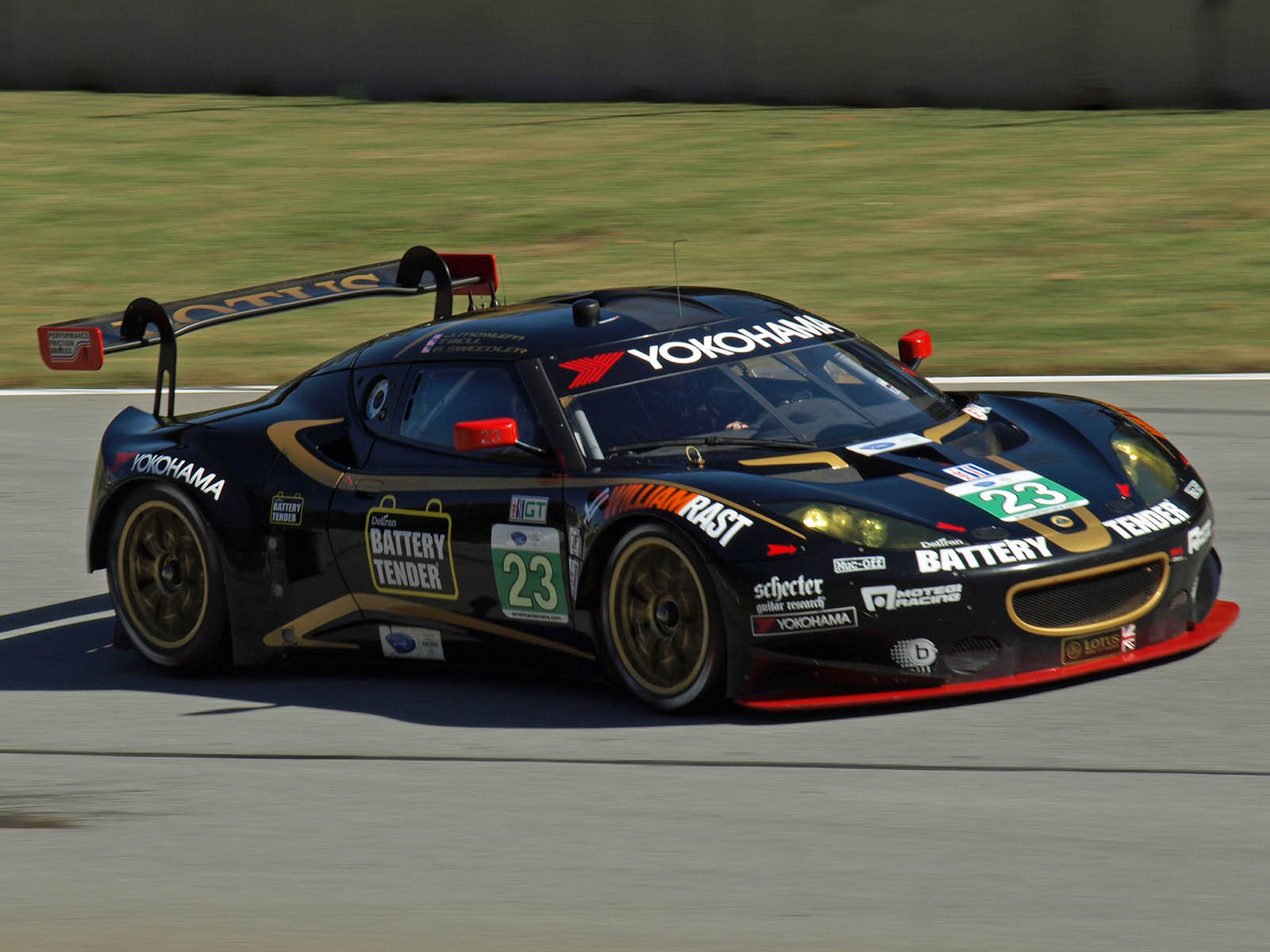
Townsend Bell in una Evora GTE

Al Salone di Ginevra 2011, Lotus ha presentato la Evora Enduro GT concept, come base per la versione LM GTE, con 444 cv e un motore V8 fornito dalla Toyota
La Lotus ha schierato due Evora in versione LM GTE alla 24 Ore di Le Mans 2011, attraverso il team Jetalliance Racing. Nonostante i problemi di surriscaldamento durante le prove e le qualifiche, la Evora n. 65 si è classificata 22ª assoluta, mentre la n. 64 si è ritirata.
Nel 2012 l'auto ha corso nell'American Le Mans Series, con il team Alex Job Racing

### GT4
Nel 2011 la Lotus Evora GT4 ha ottenuto un podio nella 24 Ore di Dubai e ha corso il Campionato Europeo GT4, occupando la prima posizione in campionato fino all'ultima gara, quando l'ha perso a causa di un ritiro, finendo in terza posizione generale.

### GT300

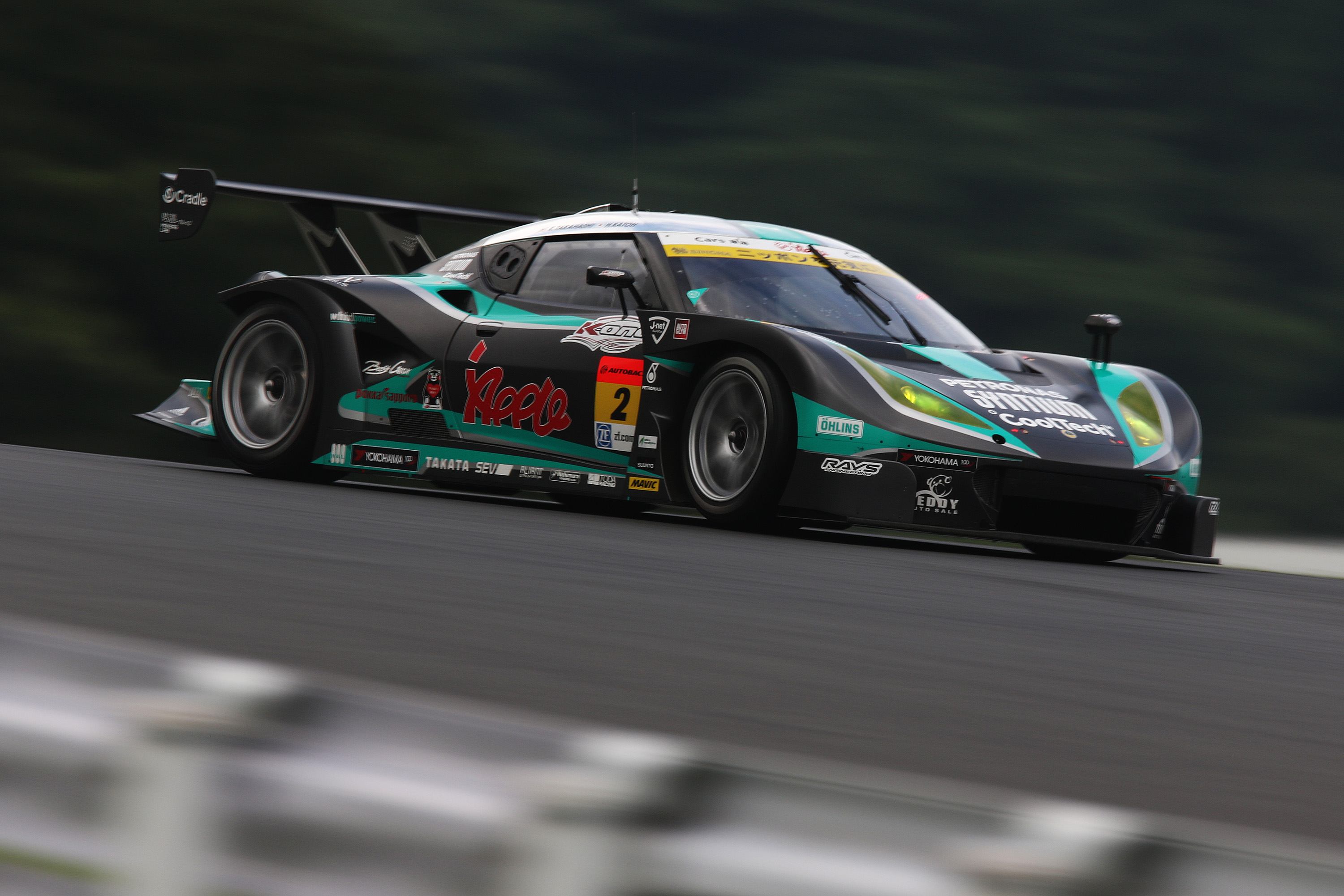
Una Evora in versione GT300

La Evora è stata schierata nella classe GT300 del campionato Super GT. L'auto è una vettura silhouette, quindi richiama solo esteticamente la Evora, ma è basata su un telaio Dome-GTA M101, ed è spinta da un motore V8 aspirato Nissan.